# Burg Reußenberg
Burg Reußenberg, auch Reußenburg genannt, ist die Ruine einer Gipfelburg auf 423,6 m ü. NN bei Höllrich südwestlich von Hammelburg im unterfränkischen Landkreis Bad Kissingen in Bayern.

## Geschichte
Die Freiherren von Thüngen wurden um 1320 urkundlich als Grundeigentümer in Bonnland genannt und errichteten 1331 auf einem benachbarten Hügel die Burg Reußenberg. 1356 galt Reuß I. von Thüngen als Besitzer des Ortes. Im heutigen Sprachgebrauch wird die Burg Reußenberg fälschlicherweise als Reußenburg bezeichnet. Dieser Name ist allerdings historisch nicht korrekt.

### Das Schicksalsjahr 1523
Ende des 15. Jahrhunderts war eine Zeit des Umbruchs gekommen. Durch den Machtverlust von Kaiser Karl IV. und die Wahl Karls V. wurde die Unsicherheit auf den Straßen im deutschen Reich noch ungemein verschlimmert. Raubritter zogen durch die Gegend, reisende Kaufleute oder Gesandte fürchteten sich vor nächtlichen Übergriffen und konnten sich nicht mehr sicher fühlen. Obwohl 1495 auf dem Reichstag von Worms ein ewiglicher Landfrieden beschlossen worden war, trug diese Maßnahme nicht zur Schlichtung der Unruhen bei. Schon sieben Jahre früher, 1488, schlossen sich fränkische und schwäbische Reichsstände unter der Führung Nürnbergs zum sogenannten Schwäbischen Bund zusammen. Ziel des Zusammenschlusses war es, die Angriffe auf Händler und andere Reisende durch Zusammenarbeit zu vermindern. 1489 wurde der Bund schließlich zur Reichsexekutive, das heißt zur ausführenden Macht, ernannt.
Anfang des 16. Jahrhunderts entführte der Raubritter Hans Thomas von Absberg Kaufleute aus Reichsstädten in Franken und Schwaben auf ihren Handelsreisen und verlangte ein hohes Lösegeld für ihre Freilassung. Um die wachsende Gefahr, durch Truppen des Schwäbischen Bundes erwischt zu werden, zu verringern, suchte er sich Verbündete, die ihn bei seinen Raubzügen unterstützten und für ihn bei Gefahr seine Gefangenen auf ihren Burgen versteckten. Auch Hans Jörg von Thüngen unterstützte ihn bei seiner Fehde, da er sich dadurch erhoffte, seine schwindenden Reichtümer wieder ein wenig aufzustocken. 1523 sandte der Bund schließlich seine Truppen aus, um insgesamt 23 „Raubnester“ dem Erdboden gleichzumachen. Die Truppen des Bundes, die aus 10.000 Fußsoldaten und 1.000 Reitern bestanden, führten 100 Kanonen und 30 Büchsen als Bewaffnung mit sich, für die sie 900 Zentner Schwarzpulver bei sich hatten. Am 26. Juni erreichten die Truppen die Burg Reußenberg und sprengten sie, um so die Rückkehr derer von Thüngen zu verhindern. 1525 zerstörten aufständische Bauern die Überreste der Burg, die danach nicht wieder aufgebaut wurde.

### Der Holzschnitt des Hans Wandereisen
Hauptartikel: Wandereisen-Holzschnitte von 1523
Die Burg wird auf dem Holzschnitt von Hans Wandereisen auf einem Felssporn dargestellt. Durch das äußere Burgtor gelangt man in das innere der relativ kleinen Anlage. Im Vorhof sind zwei kleinere Gebäude auszumachen, die teilweise in die Mauer hineingebaut wurden. Palas und Bergfried sind nicht mehr genau auszumachen, da vom Hauptteil der Anlage nur noch die Grundmauern zu sehen sind. Die Truppen des Bundes sind hier hauptsächlich im Dorf unterhalb der Burg zu erkennen. Sie bestehen aus gut 50 Reitern und 5 höheren Offizieren links und 9 Landsknechten in der Bildmitte. Am rechten Bildrand sind drei weitere Reiter zu erkennen.

### Lage und Zustand der Burg heute
Heutzutage liegt die Burgruine auf dem Truppenübungsplatz Hammelburg (Sperrgebiet) ca. drei Kilometer östlich aus der Ortschaft Höllrich kommend auf einem dichtbewaldeten Berg. Das Gebäude ist bis auf die letzten 10 Meter von außen nicht zu erkennen und nur durch einen steilen Aufstieg durch dichten Wald zu erreichen. Von dem aus Holz neuangelegten ca. vier Stockwerke hohen Aussichtspunkt in der Ruine hat man einen reizvollen Ausblick über das Sperrgebiet sowie die umgebende Landschaft.

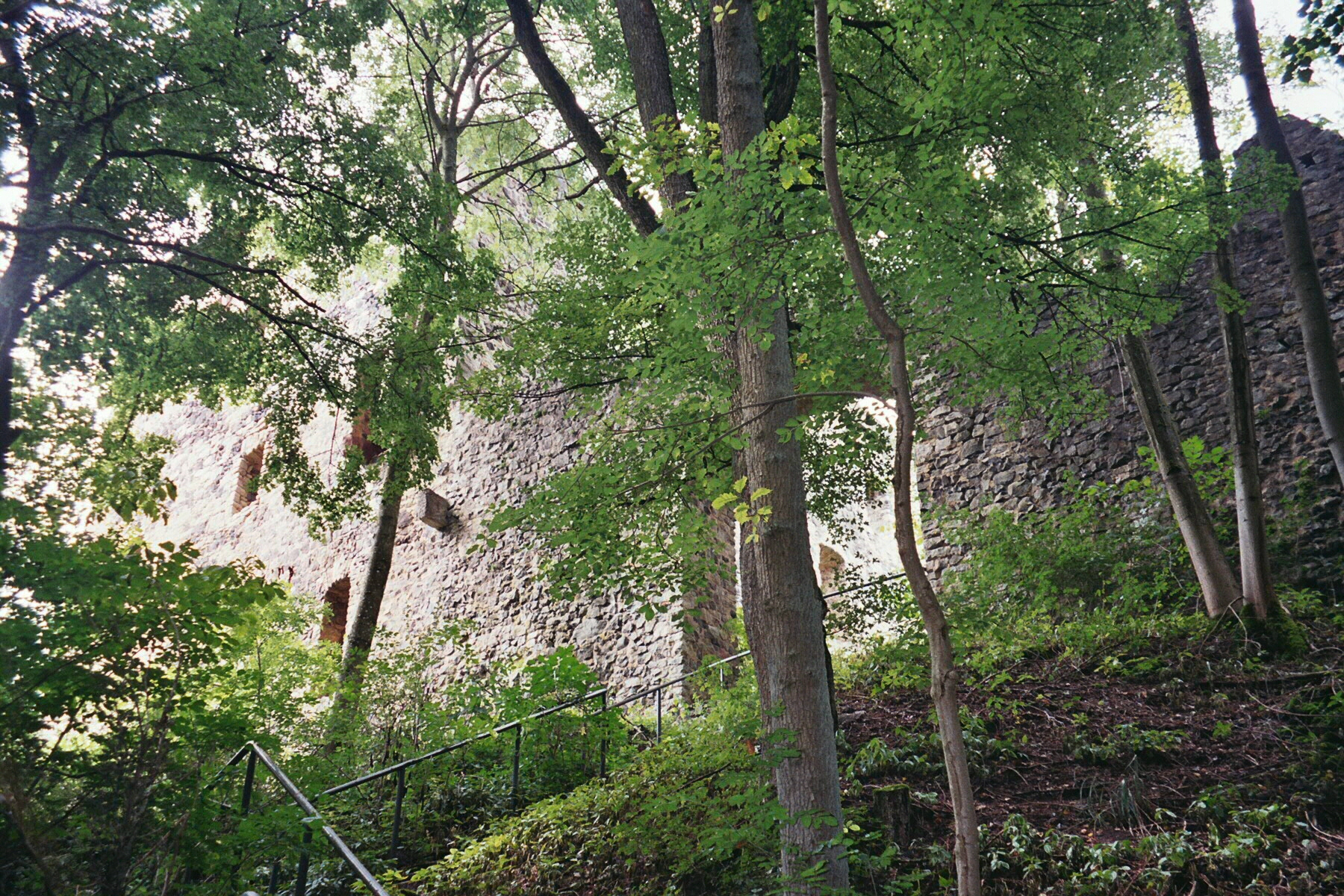
Frontansicht der Ruine mit Torbogen und Turm
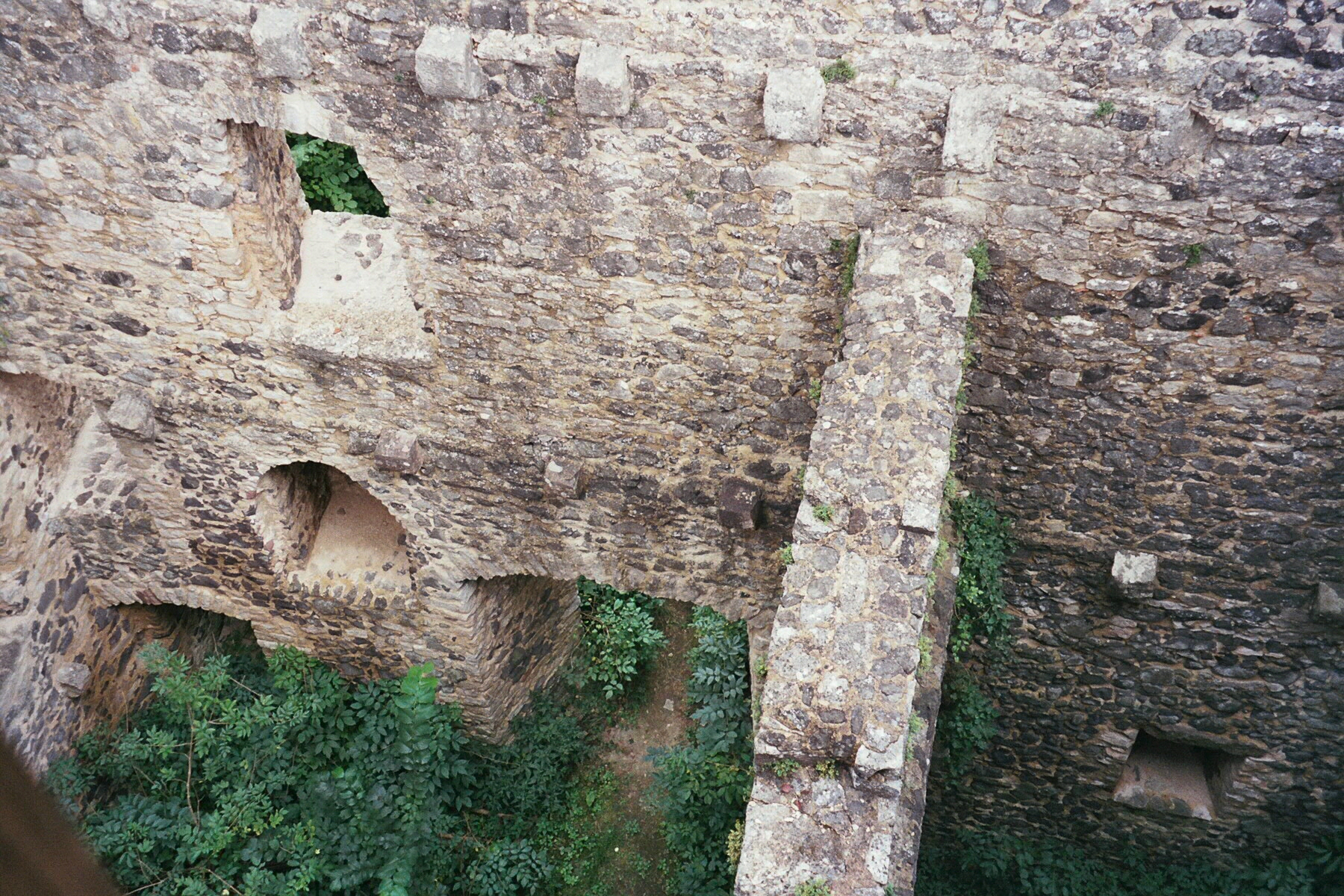
Innenansicht
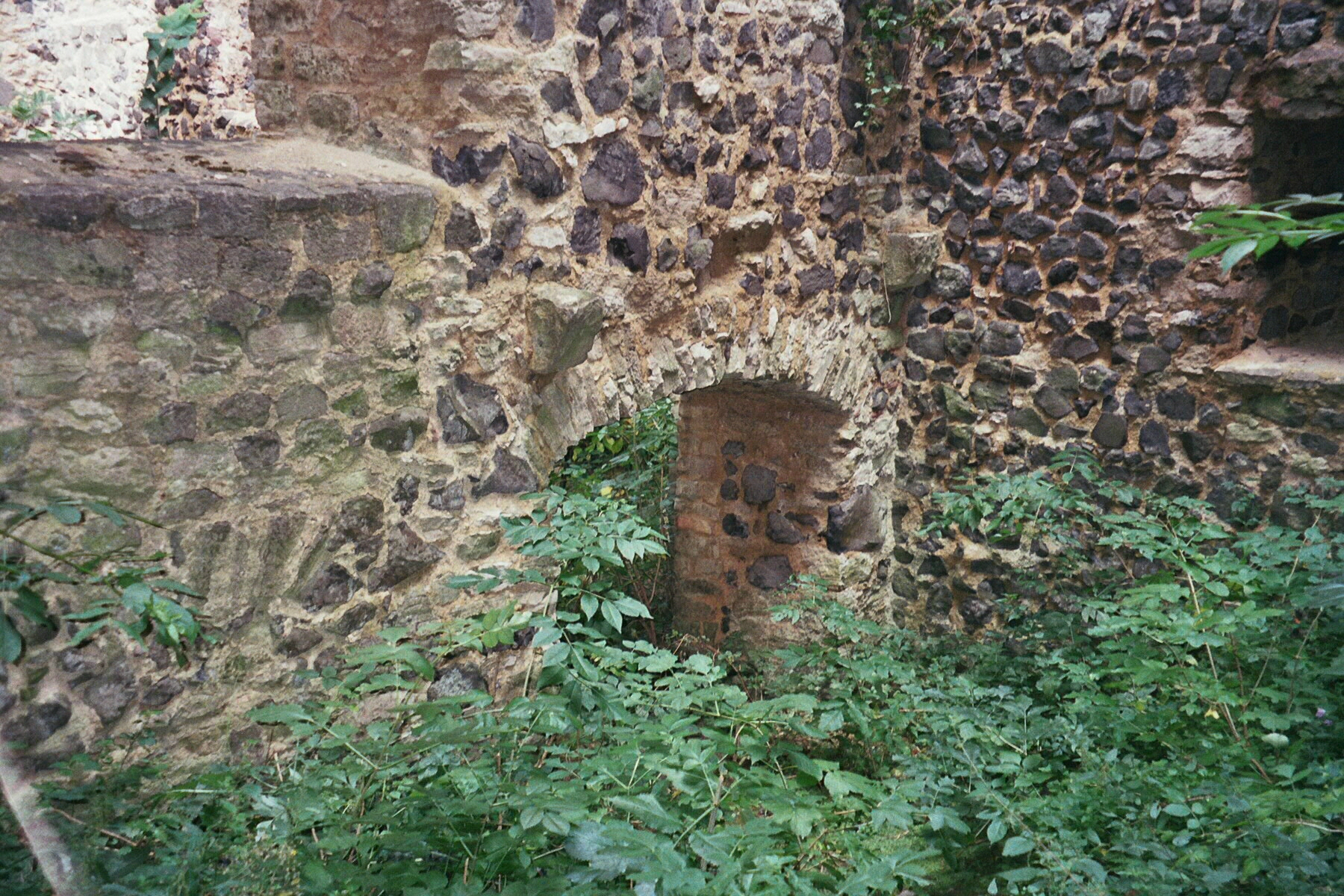
Durchgang zum Turmgebäude

Die Ruine ist für ihr Alter in einem guten Zustand, Einsturzgefahr besteht keine. Vorhanden sind noch der umgebende Wall, vermutlich als Trockengraben angelegt, der Haupteingang, welcher durch neuangelegte Stufen zu erreichen ist, sowie drei Viertel der ehemaligen Außenmauer. Sämtliche Tore bzw. Türen sind als Rundbögen angelegt (insgesamt mit Haupttor drei) und haben Höhen von ca. 2,50 m (Haupttor) bis ca. 1,60 m (Innenhof). Spuren eines Feuers an den Überresten sind nicht vorhanden.
Da sich die Ruine in einem Sperrgebiet befindet, kann sie nur in Ausnahmefällen besichtigt werden. Besichtigungstermine wie in der Vergangenheit beim Tag des offenen Denkmals werden in der Presse angekündigt. Zuständig ist die Truppenübungsplatz-Kommandantur Wildflecken, Außenstelle Hammelburg.